# پیز موندین
پیز موندین (به لاتین: Piz Mundin) یک کوه در سوئیس است که در کانتون گراوبوندن واقع شده‌است. پیز موندین ۳٬۱۴۶ متر بالاتر از سطح دریا واقع شده‌است.